# Humansdorp

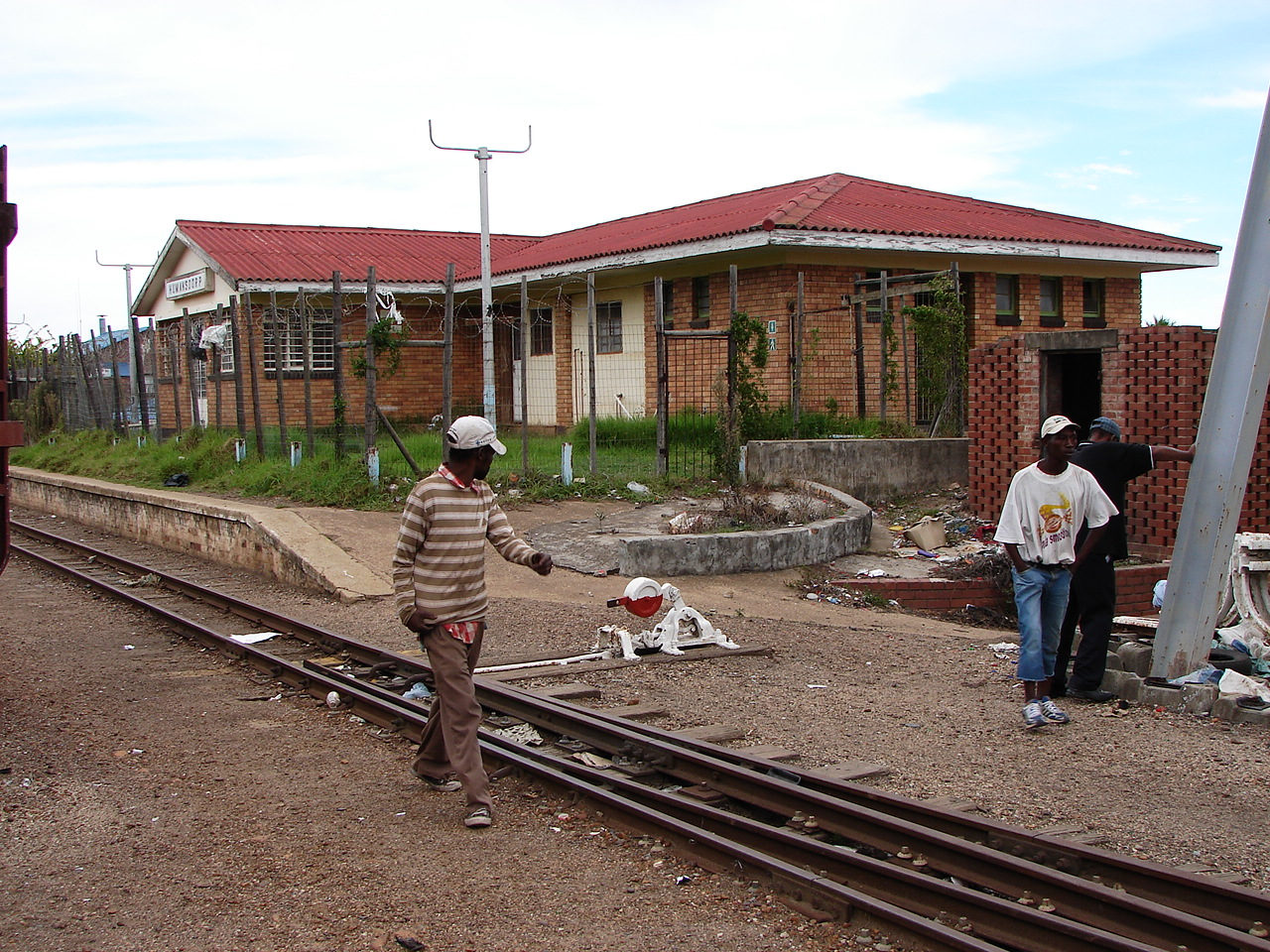
Järnvägsstationen i Humansdorp.

Humansdorp är en stad i Östra Kapprovinsen på Sydafrikas sydkust, cirka 9 mil väst om Port Elizabeth. Staden består av två sammanvuxna orter, Humansdorp och KwaNomzamo, och hade totalt 28 990 invånare vid folkräkningen 2011. Humansdorp är administrativt centrum för Kougadistriktet och är belägen i ett jordbruksområde. Humansdorp har bland annat sjukhus som service även för grannorterna St Francis Bay och Jeffreys Bay.